# Joaquim II Heitor, Eleitor de Brandemburgo
Joaquim II Heitor (em língua alemã: Joachim II Hector ou Hektor; 13 de janeiro de 1505 – 3 de janeiro de 1571) foi um Príncipe-eleitor da Marca de Brandemburgo (1535–1571), o sexto membro da Casa de Hohenzollern com o título. Joaquim era o filho mais velho de Joaquim I Nestor, Príncipe-Eleitor de Brandemburgo, e da sua esposa, a princesa Isabel da Dinamarca.

## Biografia
Joaquim II nasceu em Cölln. O seu primeiro casamento foi com a princesa Madalena da Saxónia, da linha Albertina da Casa de Wettin.
O seu pai, o príncipe-eleitor Joaquim I Nestor, obrigou-o a assinar um contrato de herança no qual prometeu continuar a professar a religião católica. O objectivo desta medida era, em parte, ajudar o irmão mais novo de Joaquim Nestor, o arcebispo-eleitor Alberto de Mainz, que tinha contraído grandes dívidas ao financiar a casa de Fugger para pagar à Santa Sé pela sua elevação à Sé episcopal de Halberstadt e pela dispensa que lhe tinha permitido acumular as sés de Magdeburgo e Mainz.
Joaquim Nestor, que tinha co-financiado esta acumulação de cargos, concordou em recuperar estes custos da população do seu eleitorado permitindo a venda de indulgências. No vizinho Eleitorado da Saxónia, o príncipe-eleitor João Frederico I tinha proibido a venda de indulgências, não por discordar delas em princípio, mas porque o candidato que ele próprio tinha apresentado para a sé de Mainz tinha sido ultrapassado por Alberto de Brandemburgo. No entanto, um dos súbditos de João Frederico, Martinho Lutero, convenceu o príncipe-eleitor a rejeitar as indulgências. Assim, o financiamento do investimento e cumprimento dos contratos de crédito contraídos junto à Fugger dependia da venda de indulgências a católicos em Brandemburgo. No entanto, se Joaquim Heitor não tivesse assinado este pacto, é provável que tivesse sido excluído da linha de sucessão.

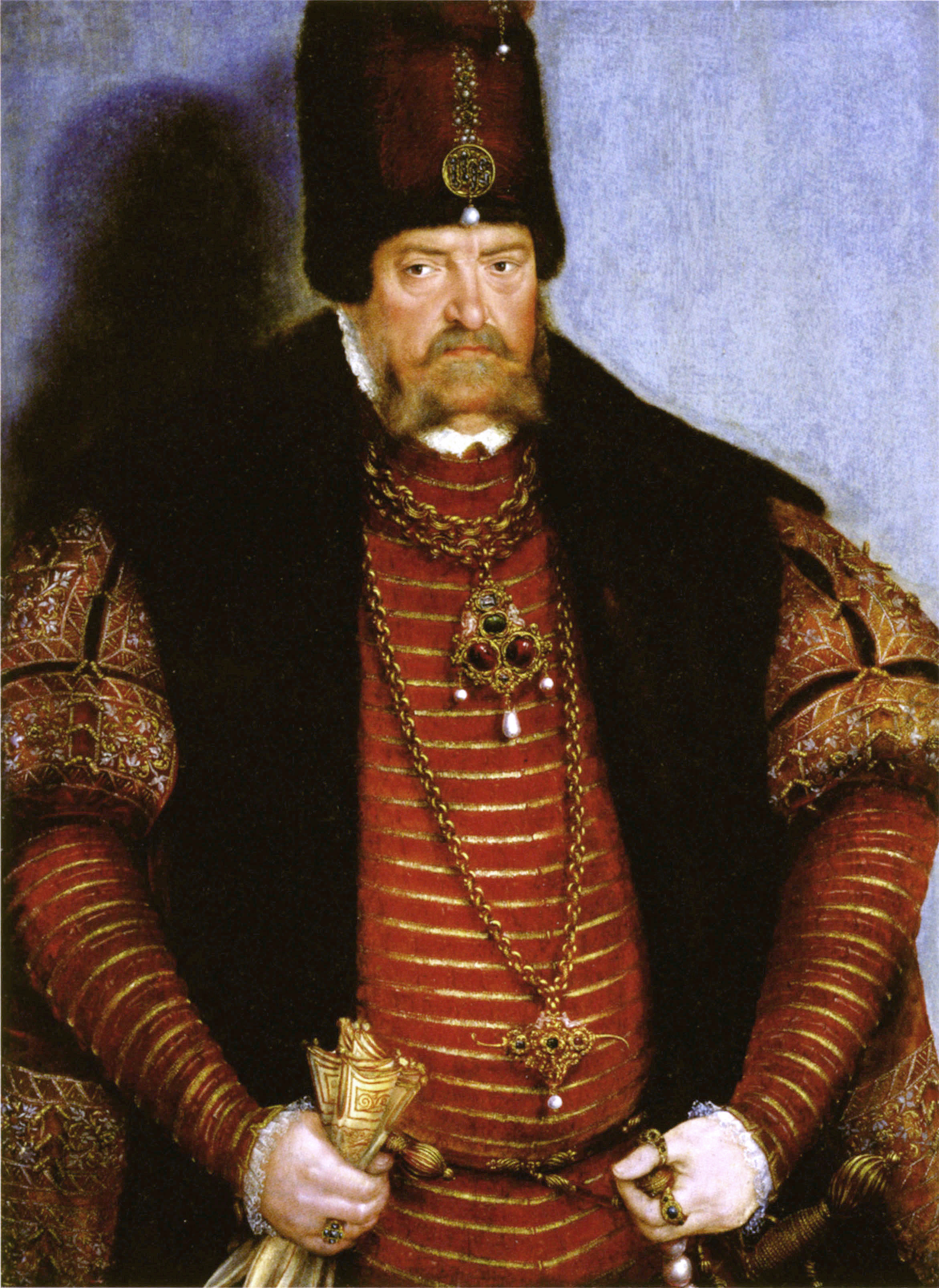
Joaquim II Heitor, Príncipe-Eleitor de Brandemburgo
Por Lucas Cranach, o Jovem, 1550

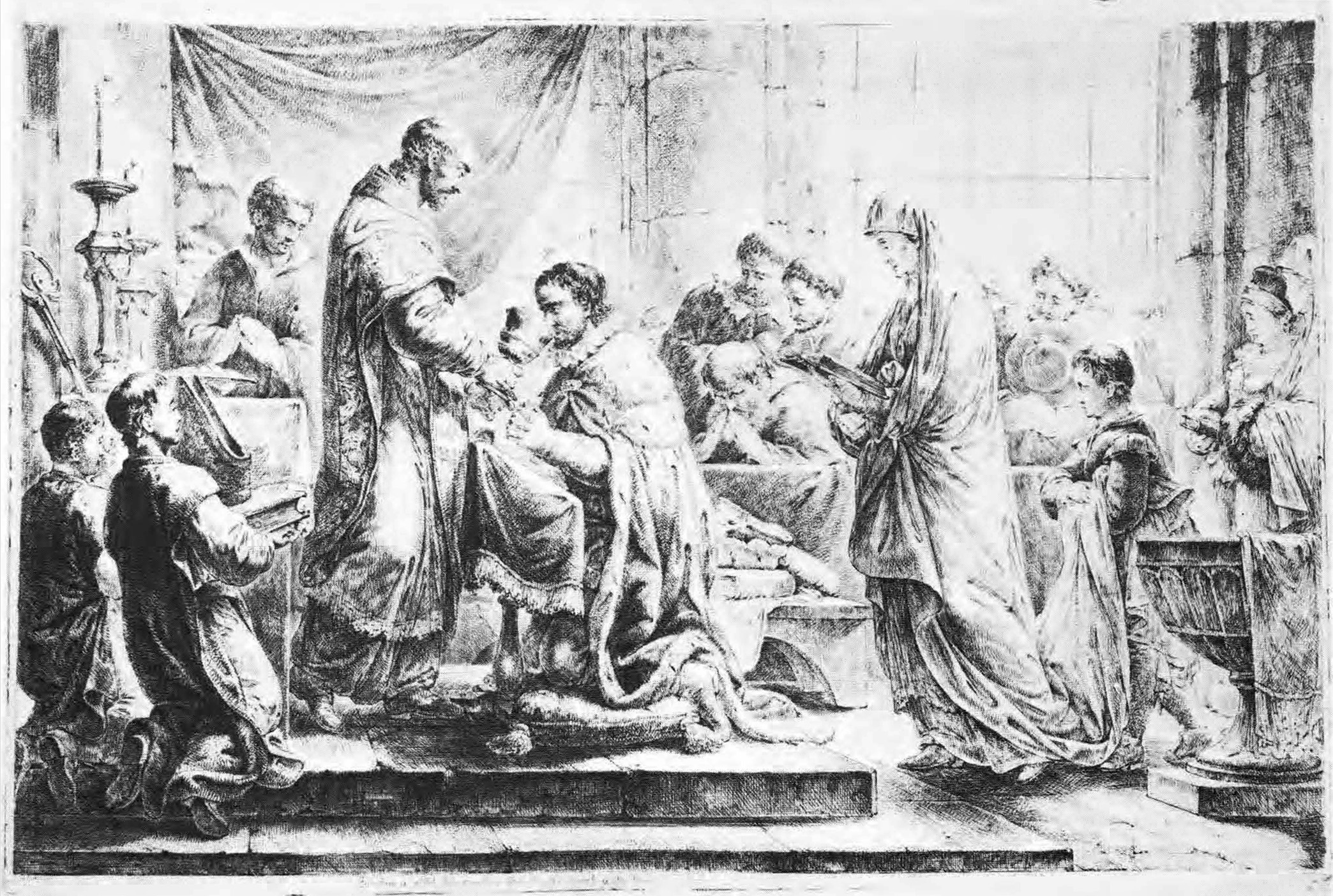
Depois de se converter, Joaquim II recebe a Eucaristia em ambas as formas, o Pão e o Vinho, na Igreja de São Nicolau em Spandau.

A primeira esposa de Joaquim Heitor, Madalena da Saxónia morreu em 1534 e, em 1535, ele casou-se com a princesa Edviges Jagelão, Eleitora de Brandemburgo, filha do rei Sigismundo I, o Velho da Polónia e da condessa húngara Barbara Zápolya (irmã do rei João I da Húngria). Uma vez que a dinastia Jaguelónica era católica, Joaquim II prometeu a Sigismundo que não obrigaria a sua filha a mudar de religião.
Após a morte do seu pai em 1535 e do seu sogro em 1548, Joaquim foi adoptando progressivamente a Reforma Protestante. A 1 de novembro de 1539, recebeu a comunhão em ambos os géneros na Igreja de São Nicolau em Spandau, uma atitude que indicava um certo grau de simpatia pelas novas ideias religiosas. No entanto, Joaquim nunca adoptou o luteranismo explicitamente até 1555, para evitar confrontos com o seu maior aliado, o imperador Carlos V. Antes disso, Joaquim promulgou uma ordem religiosa conservadora que seguia a doutrina luterana, mas manteve muitas instituições e costumes tradicionais tais como o episcopado, grande parte da missa em latim, leituras e dias santos.
Em inícios de 1539, na dieta de príncipes da imediatidade imperial (Fürstentag) do Sacro Império Romano-Germânico realizada em Frankfurt am Main, o luterano Filipe Melâncton revelou aos príncipes reunidos (entre os quais se encontrava Joaquim) que os pogrom realizados contra os judeus em 1510 na marca de Brandemburgo se tinham baseado numa história falsa de uma dessacração de uma hóstia. Esse programa tinha resultado na expulsão dos judeus da marca. O advogado judaico Josel von Rosheim, que também estava presente, pediu em privado a Joaquim que permitisse a reentrada de judeus no seu território, pedido que foi aceite a 25 de Junho de 1539.
Em 1526, os exércitos da Hungria foram derrotados pelo Império Otomano na Batalha de Mohács, e o rei Luís II morreu no campo de batalha. O trono da Hungria, que ficou vazio, foi reclamado pelo tio da esposa de Joaquim Heitor, que foi coroado João I da Hungria. No entanto, os Habsburgos queriam a coroa para eles e decidiram lutar contra os exércitos turcos que tinham invadido a Hungria. Depois, em 1542, Joaquim ajudou o irmão do imperador Fernando I na sua luta contra o Império Otomano no Cerco de Buda (1541). Comandou um exército com tropas austríacas, húngaras, alemãs, boémias, italianas e dalmácias, mas, devido à sua falta de experiência no campo de batalha, acabou por bater em retirada. Mais tarde, voltaria a ser derrotado pelos Otomanos no Cerco de Peste em 1542.
Em 1545, Joaquim celebrou o casamento duplo de dois dos seus filhos, o príncipe João Jorge e a princesa Bárbara, que se casaram, respectivamente, com a princesa Sofia e o príncipe Jorge, filhos duque salesiano de Liegnitz, Frederico II.
Em 1569, Joaquim passou a ser cunhado do rei Sigismundo II da Polónia. Posteriormente, Joaquim pagou a Sigismundo um enfeudamento para que ele e os seus descendentes pudessem herdar o Ducado da Prússia caso a linha de sucessão dos Hohenzollern fosse extinta.
Joaquim morreu em Köpenick no palácio que lá tinha construído em 1558.

## Casamentos e descendência
A 6 de novembro de 1524, Joaquim casou-se pela primeira vez com a princesa Madalena da Saxónia. Desta união nasceram os seguintes filhos:
1. João Jorge, Eleitor de Brandemburgo (11 de setembro de 1525 – 8 de janeiro de 1598), príncipe-eleitor de Brandemburgo entre 1571 e 1598. Casou-se primeiro com a princesa Sofia de Legnica; com descendência. Casou-se depois com a princesa Sabina de Brandemburgo-Ansbach; com descendência. Casou-se por último com a princesa Isabel de Anhalt-Zerbst; com descendência.
2. Bárbara de Brandemburgo (10 de agosto de 1527 – 2 de janeiro de 1595), casada com o duque Jorge II de Brieg; com descendência.
3. Isabel de Brandemburgo (1528 - 20 de agosto de 1529), morreu com poucos meses de idade.
4. Frederico de Brandemburgo (12 de dezembro de 1530 - 2 de outubro de 1552), arcebispo de Magdeburgo e bispo de Halberstadt, morreu aos vinte-e-um anos de idade, provavelmente envenenado.
5. Alberto de Brandemburgo (15 de fevereiro de 1532 - 16 de fevereiro de 1532), morreu com apenas algumas horas de vida.
6. Jorge de Brandemburgo (nasceu e morreu a 15 de fevereiro de 1532), irmão gémeo de Alberto.
7. Paulo de Brandemburgo (nasceu e morreu a 25 janeiro de 1534, juntamente com a mãe)

Um ano após a morte da sua primeira esposa, a 29 de agosto ou 1 de setembro de 1535, Joaquim casou-se com a sua segunda esposa, a princesa Edviges Jagelão, Eleitora de Brandemburgo. Juntos tiveram os seguintes filhos:
1. Isabel Madalena de Brandemburgo (6 de setembro de 1537 – 22 de agosto de 1595), casada com o duque Francisco Otto de Brunswick-Lüneburg; sem descendência
2. Segismundo de Brandemburgo (2 de dezembro de 1538 – 14 de setembro de 1566), arcebispo de Magdeburgo e bispo de Halberstadt
3. Hedvig de Brandemburgo (2 de março de 1540 – 21 de outubro de 1602), casada com Júlio, Duque de Braunschweig-Wolfenbüttel; com descendência
4. Sofia de Brandemburgo (14 de dezembro de 1541 – 27 de junho de 1564), casada com Wilhelm von Rosenberg, Senhor Rozmberk; sem descendência
5. Joaquim de Brandemburgo (1543– 23 de março de 1544), morreu com poucos meses de idade
6. Filha nado morta (nascida e morta em 1545)

## Genealogia
| Joaquim II Heitor, Príncipe-Eleitor de Brandemburgo | Pai: Joaquim I Nestor, Príncipe-Eleitor de Brandemburgo     | Avô paterno: João Cícero, Príncipe-Eleitor de Brandemburgo | Bisavô paterno: Alberto III Aquiles                             |
| Joaquim II Heitor, Príncipe-Eleitor de Brandemburgo | Pai: Joaquim I Nestor, Príncipe-Eleitor de Brandemburgo     | Avô paterno: João Cícero, Príncipe-Eleitor de Brandemburgo | Bisavó paterna: Margarida de Baden                              |
| Joaquim II Heitor, Príncipe-Eleitor de Brandemburgo | Pai: Joaquim I Nestor, Príncipe-Eleitor de Brandemburgo     | Avó paterna: Margarida da Turíngia                         | Bisavô paterno: Guilherme III, Marquês da Turíngia              |
| Joaquim II Heitor, Príncipe-Eleitor de Brandemburgo | Pai: Joaquim I Nestor, Príncipe-Eleitor de Brandemburgo     | Avó paterna: Margarida da Turíngia                         | Bisavó paterna: Ana da Áustria, Marquesa da Turíngia            |
| Joaquim II Heitor, Príncipe-Eleitor de Brandemburgo | Mãe: Isabel da Dinamarca, Princesa-Eleitora de Brandemburgo | Avô materno: João da Dinamarca                             | Bisavô materno: Cristiano I da Dinamarca                        |
| Joaquim II Heitor, Príncipe-Eleitor de Brandemburgo | Mãe: Isabel da Dinamarca, Princesa-Eleitora de Brandemburgo | Avô materno: João da Dinamarca                             | Bisavó materna: Doroteia de Brandemburgo                        |
| Joaquim II Heitor, Príncipe-Eleitor de Brandemburgo | Mãe: Isabel da Dinamarca, Princesa-Eleitora de Brandemburgo | Avó materna: Cristina da Saxônia                           | Bisavô materno: Ernesto, Príncipe-Eleitor da Saxónia            |
| Joaquim II Heitor, Príncipe-Eleitor de Brandemburgo | Mãe: Isabel da Dinamarca, Princesa-Eleitora de Brandemburgo | Avó materna: Cristina da Saxônia                           | Bisavó materna: Isabel da Baviera, Princesa-Eleitora da Saxónia |

## Bibliogradia
- Chisholm, Hugh, ed. (1911). «John, Margrave of Brandenburg-Cüstrin». Encyclopædia Britannica (em inglês) 11.ª ed. Encyclopædia Britannica, Inc. (atualmente em domínio público)